# Hylodes mertensi
Hylodes mertensi är en groddjursart som först beskrevs av Werner C.A. Bokermann 1956.  Hylodes mertensi ingår i släktet Hylodes och familjen Hylodidae. IUCN kategoriserar arten globalt som otillräckligt studerad. Inga underarter finns listade i Catalogue of Life.